# Пудъл Спрингс
Пудъл Спрингс (на английски: Poodle Springs) е осмият и последен роман от американския писател Реймънд Чандлър, който той оставя незавършен поради кончината си през 1959 година. Били са написани първите четири глави от които се ражда работното заглавие: „История от Пудъл Спрингс“. Впоследствие те са публикувани в издание от 1962 година, озаглавено „Реймънд Чандлър говори“, съдържащо още - писма, бележки, есета и други непубликувани материали. По случай стогодишнината от рождението на автора през 1988 година, писателят Робърт Б. Паркър е помолен да довърши започнатата новела. Готовият роман е издаден през следващата 1989 година.
Филип Марлоу и дъщерята на магната Харлън Потър – Линда Лоринг (Потър), вече са младоженци, които се нанасят в новата си къща в градчето Пудъл Спрингс. Авторът среща двамата в романа си Дългото сбогуване (1954). Познатият ни детектив обаче не може да се раздели с навиците и принципите си за да се впише в ново амплоа на милионерски зет. Поредният случай го зове и той отново е в стария си олдсмобил на път за близкия Лос Анджелис.
Първите четири глави са използвани при изданието непокътнати, както Чандлър ги оставя при смъртта си. В тях са въведени част от главните герои – Марлоу, Линда Лоринг и Мани Липшулц, както и няколко поддържащи персонажа. Паркър дописва останалите глави. Не е известно дали е ползвал бележки или други насочващи материали за сюжетната линия оставени от Реймънд Чандлър.
Романът е филмиран през 1998 година от филмовия телевизионен канал HBO, с участието на Джеймс Каан в ролята на Марлоу. Първото издание на български език е през 1991 година.